# Jean de Mailly
Pour les articles homonymes, voir Jean de Mailly (dominicain) et Mailly.
Jean-Jacques de Mailly, né dans le 11e arrondissement de Paris le 13 février 1911 et mort le 26 août 1975 à Marseille, est un architecte français, connu pour avoir reconstruit les villes de Toulon et de Sedan, et pour avoir été un des trois architectes-conseils de l'aménagement du quartier d'affaires de La Défense. Il édifie notamment dans ce quartier le CNIT (avec Robert Camelot et Bernard Zehrfuss) et la tour Nobel (aujourd'hui tour Initiale) première tour de La Défense.

## Biographie
Jean-Jacques de Mailly est le fils de Paul de Mailly, architecte, et d'Alice Leguay . Il suit ses études dans l'atelier de Charles Lemaresquier à l'École nationale supérieure des Beaux-arts. architecte D.P.L.G, il est premier grand prix de Rome d'Architecture en 1945, en même temps que Jean Dubuisson et architecte en chef des Bâtiments nationaux en 1948. Nommé en 1949 Architecte-conseil de l'État pour la région Méditerranée par Eugène Claudius-Petit, alors ministre de la Reconstruction et de l'Urbanisme, il est par conséquent amené à superviser la construction d'un certain nombre de bâtiments à Toulon, La Seyne-sur-Mer et Marseille. Il intervient pour la construction de la Maison de la Culture d'Angers, les hôtels de ville de Toulon, Lens et La Seyne sur Mer .
Il développe une collaboration étroite avec le constructeur Bouygues, avec lequel il réalise un nombre important de projets architecturaux notamment à la Défense.
La peinture a très tôt été fondamentale dans la vie de Jean de Mailly. Cet art accompagnera toutes les étapes de sa vie, depuis sa détention dans un stalag (1939-1942, il s'évadera depuis Hambourg avec plus de 200 dessins) jusqu'à l'exposition à la galerie d'art d'Orly en 1973 ou il exposera pour la première fois ses recherches et créations.
Il est élu membre de l'Académie des beaux-arts de l'Institut de France en 1968. Il était chevalier de la Légion d'honneur et chevalier des Arts et des Lettres..

## Principales réalisations

Tour nobel, devenue Tour Initiale à la Défense

- 1950 : Reconstruction de Sedan. Dont l'école Blanpain en 1952, labellisée Architecture contemporaine remarquable ainsi que les Immeubles de logements dits "Les Peignes" de 1953 aussi labellisé Architecture contemporaine remarquable.
- 1950-1954 : immeubles de la Frontale du port de Toulon[4]
- 1955-1961 : usine hydroélectrique de Serre-Ponçon à Espinasses, avec Jean Prouvé et l'ingénieur Ivan Wilhem[5].
- 1956-1975 : Aménagement de l'îlot "rue de Paris" à Joinville-le-Pont (Val-de-Marne)
- 1957 : Résidence Bellini à la Défense (560 logements)
- 1958 : CNIT à la Défense, réalisé avec Robert Camelot et Bernard Zehrfuss.
- 1958-1961 : immeuble de logements "Boulevard du Comte de Falicon" à Nice
- 1959-1967 : ensemble de logements du Bois-Perrier à Rosny-sous-Bois (Seine-Saint-Denis) pour le compte de la SCIC[6]
- 1960-1967 : Aménagement de la zone à urbaniser en priorité (ZUP) Argentine à Beauvais
- 1964 : ancien siège social de Simca-Fiat, 140 avenue des Champs-Élysées dans le 8e arrondissement de Paris (rénové en 2004 par Jean-Paul Roze)
- 1964-1979 : aménagement de la zone à urbaniser en priorité (ZUP) "Grande résidence" à Lens (4500 logements)
- 1965 : cité internationale des arts (Paris)
- 1966 : tour Nobel (ancienne tour Hoechst-Marion-Roussel, puis tour Aventis) devenue Tour Initiale à la Défense, réalisé avec Jean Depussé.
- 1969 : Chapelle Notre-Dame-de-la-Visitation à Rosny-sous-Bois
- 1970 : central téléphonique à la Défense
- 1971 : ancien siège de l'entreprise Bouygues, 381 avenue du Général-de-Gaulle à Clamart (Hauts-de-Seine)
- 1973 : Tour France à la Défense
- 1975 : Tour Ariane à la Défense, réalisée avec Robert Zammit (34 étages).
- 1975 : immeuble de bureaux "International" à Montigny-le-Bretonneux (Saint-Quentin-en-Yvelines)